# Marta Čepičková
Marta Čepičková z d. Gottwaldová (ur. 5 sierpnia 1920 w Kopřivnicach, zm. 18 lutego 1998 w Pradze) – czeska dziennikarka i działaczka komunistyczna.

## Życiorys
Była jedynym dzieckiem Klementa Gottwalda i Marty Gottwaldovej. Urodziła się przed ślubem pary, przez pierwsze cztery lata była wychowywana tylko przez matkę. Uczęszczała do gimnazjum w Pradze, maturę zdała jednak w Moskwie, w 1940 roku. Następnie podjęła studia historyczne na Moskiewskim Uniwersytecie Państwowym, które ukończyła w 1945 roku. Podczas studiów pracowała jako dziennikarka w czeskiej sekcji Radia Moskwa.
Od września 1945 roku pracowała jako dziennikarka w Belgradzie, gdzie wyjechała ze swoim pierwszym mężem, serbskim komunistą, z którym miała pierwsze dziecko. Od 15 stycznia 1946 pełniła funkcję attaché prasowego przy czechosłowackiej ambasadzie w Jugosławii. Po przejęciu władzy przez komunistów została wezwana z powrotem do Czechosłowacji, gdzie pracowała jako szef departamentu odpowiedzialnego za blok wschodni w Ministerstwie Spraw Zagranicznych, funkcję tę pełniła do 1956 roku. Jej drugim mężem był Alexej Čepička, minister obrony w latach 1950–1956, para miała dwójkę dzieci. Jej partnerem miał być także Bedřich Geminder, który został jednak oskarżony o zdradę i powieszony.
W grudniu 1956 roku opuściła MSZ i podjęła pracę w wydawnictwie Orbis, gdzie została redaktorką magazynu „Československo v obrazech”. Mieszkała w Pradze, zginęła w wyniku potrącenia przez samochód na przejściu dla pieszych.